# Caminchen

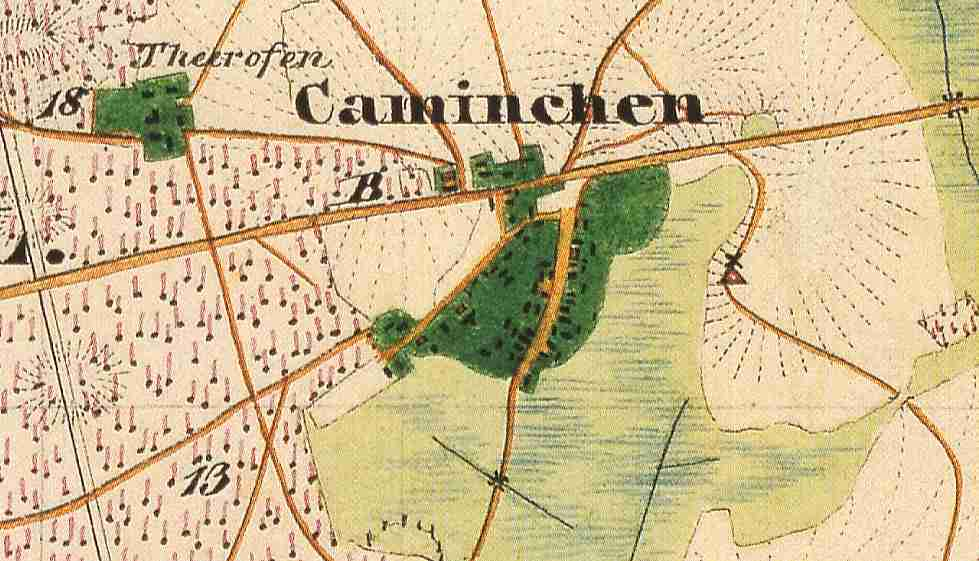
Caminchen auf dem Urmesstischblatt 4050 Straupitz von 1846

Caminchen, niedersorbisch Kamjeńki, ist ein Ortsteil der Gemeinde Neu Zauche im Landkreis Dahme-Spreewald (Brandenburg). Es gehörte vom Mittelalter bis 1674 zur Herrschaft Neu Zauche, ab 1674 zum Amt Neu Zauche, das 1874 aufgelöst wurde. Caminchen wurde 2003 in die Gemeinde Neu Zauche eingegliedert und ist seither ein Ortsteil von Neu Zauche. Die Verwaltungsgeschäfte der Gemeinde Neu Zauche führt das Amt Lieberose/Oberspreewald.

## Geographische Lage
Caminchen liegt ca. 12 km ostnordöstlich von Lübben (Spreewald), etwa 6 km nordwestlich von Straupitz und etwa 16 km westsüdwestlich von Lieberose. Die Gemarkung grenzt im Norden an Klein Leine (Ortsteil der Gemeinde Märkische Heide), im Nordosten an Sacrow (Ortsteil der Gemeinde Spreewaldheide), im Südosten an die Gemarkung des Kernortes Neu Zauche und im Südwesten und Westen an Briesensee (Ortsteil der Gemeinde Neu Zauche). Der Ort ist über eine kleine Verbindungsstraßen von Wußwerk und Neu Zauche sowie Sacrow zu erreichen.
Das Klein Leiner Fließ quert die Gemarkung von Nordwesten nach Südosten. Beim Wohnplatz Pechhütte fließt ihm ein Graben von Süden zu. Östlich des Ortskerns steht ein weiterer von Süden kommender Graben mit dem Fließ in Verbindung. Höchster Punkt (ca. 75 m) ist die nördliche und östliche Flanke eines 80,9 m hohen Hügels, dessen Gipfel jedoch bereits auf der Gemarkung von Briesensee liegt. Tiefster Punkt ist das Klein Leiner Fließ beim Verlassen der Gemarkung bei etwa 52 m.

## Geschichte
Caminchen wird bereits 1347 erstmals in einer Urkunde genannt. In der Erstnennung erscheint der Name als Kamenig. Der Name leitet sich von niedersorbisch kamjeń = Stein ab, vielleicht sogar der Verkleinerungsform kamjeńk ab. Nach Rudolf Lehmann (Historisches Ortslexikon) ist die ursprüngliche Dorfform unklar.
Am 22. Februar 1347 erhielten Hans, Fritz, Rudolph und Berchd, die Söhne des Hentze von der Zuche von Ludwig I., „dem Brandenburger“, dem Markgrafen von Brandenburg und der Lausitz den Lehnsbrief über den Hof zu der Zuche mit allem Zubehör, so die Dörfer Zuche (= Neu Zauche), Wozwirch (= Wußwerk), die Alte Niewe (= Alt Zauche), Kamenig (= Caminchen) und Sacrow. Caminchen war zum Zeitpunkt seiner Erstnennung bereits Bestandteil der Herrschaft Zauche (später auch Herrschaft Neu Zauche genannt). Laut Lehnsbrief vom 25. April 1420 besaßen die Brüder Konrad, Joachim, Johann, Dietrich und Heinrich von Ihlow ein Viertel der Herrschaft Neu Zauche, vermutlich als Pfand oder auf Wiederkauf, denn 1422 war Hans von der Zauche (wieder) Besitzer der ganzen Herrschaft. 1439 verkauften sechs Brüder von der Zauche Heinrich, Hans, Friedrich, Titze, Günther und Caspar, vermutlich die Söhne des Hans, die Herrschaft Zauche an den (späteren) markbrandenburgischen Kanzler Heinze von Kracht. Dieser erhielt am 7. Oktober 1439 den Lehnsbrief über Neu Zauche, Wußwerk, Alt Zauche, Radensdorf, Caminchen, Sacro, Waldow, Briesen und Goyatz. Doch schon vor 1477 verkaufte Heinze von Kracht die Herrschaft an den Hans von Clumen (Chlumen oder Klumen), der in diesem Jahr Landvogtverweser in der Niederlausitz war. 1505 kam die Herrschaft Neu Zauche aus der Hand von Siegmund von Chlumen an den Werner von der Schulenburg, der in der Uckermark und Pommern begütert war (Amt Löcknitz und Penkun). Auf Werner folgte sein Sohn Jacob (I.) und 1541 dessen Sohn Georg V. Georg von der Schulenburg starb 1560 ohne Leibeserben und sein Besitz fiel an seinen Vetter Joachim II. von der Schulenburg. Joachim II. starb 1594; ihm folgte sein Sohn Richard III. Doch bereits am 25. November 1600 starb Richard III. von der Schulenburg ganz überraschend in Pieskow. Erbe war Joachim VII. von der Schulenburg, der am 27. Februar 1601 den Lehnbrief für alle vom Vater ererbten Güter in der Niederlausitz empfing. Der Besitz war zu dieser Zeit stark verschuldet, weshalb er Teile seines Besitzes erkaufte. 1619 starb Joachim VII. von der Schulenburg. Zunächst übernahm seine Witwe die Güter. Da der Besitz immer noch stark verschuldet war, ließen sich die Gläubiger die Herrschaften Lübbenau und Neu Zauche abtreten ließen.
Am 28. Februar 1623 ging die Herrschaft Neu Zauche mit den Dörfern Wußwerk, Alt Zauche, Radensdorf, Briesen, Sacro, Waldow, Caminchen und Goyatz an den Landesältesten der Niederlausitz Jobst von Bredow über, der damit auch der neue Herr von Caminchen wurde. Doch Jobst von Bredow starb schon am 26. Februar 1626 und die Herrschaft Neu Zauche ging nun an seinen Sohn Achim von Bredow über, der 1630 den Lehnsbrief über die Herrschaft Neu Zauche erhielt. Da der Kaufpreis noch nicht völlig bezahlt war, verpfändeten die Bredowschen Erben die Herrschaft Neu Zauche schuldenhalber an Ulrich von Wolfersdorf, den Schwager von Achim von Bredow. 1651 verkaufte Achim von Bredow schließlich die Herrschaft Neu Zauche endgültig für 42.000 Taler an Ulrich von Wolfersdorf. Nach dem Tod des Ulrich von Wolfersdorf am 8. September 1665 erhielten seine Söhne Jan Ulrich und sein Stiefbruder Ulrich Gottfried am 17. September 1666 den Lehnsbrief für die ererbten Güter. Die Herrschaft Neu Zauche fiel an Ulrich Gottfried von Wolfersdorf. Obwohl die Herrschaft Neu Zauche schon lange vorher in den Urkunden als Herrschaft bezeichnet wurde und auch sonst alle Kriterien einer Herrschaft erfüllte, hatte der Besitzer der Herrschaft Neu Zauche nach der Landtagsordnung von 1669 weder Sitz noch Stimme in der Herrenkurie. Möglicherweise stand die Herrschaft schon damals vor dem Fall an den Landesherrn, denn auch Ulrich Gottfried war stark verschuldet. 1674 wurde die Herrschaft Neu Zauche dann zwangsversteigert. Der damalige Landesherr Herzog Christian I. von Sachsen-Merseburg ersteigerte sie für 30.000 Taler und wandelte sie in ein landesherrliches Amt um. In den Anfangszeiten wurde das Amt Neu Zauche verpachtet, später wurde es von Amtmänner verwaltet, Verwaltungssitz war in Lübben. Ausgangs des 18. Jahrhunderts wurde es zusammen mit dem Amt Lübben verwaltet, jedoch stets als eigenes Amt behandelt. Ab etwa 1811 wird das Amt Neu Zauche als Rentamt bezeichnet, d. h. das Amt bzw. der Amtmann bewirtschaftete die Vorwerke nicht mehr selber, sondern war nur noch für die Einziehung der Renten zuständig. Das Amt Neu Zauche soll nach Beck et al. 1874 aufgelöst worden sein. Heinrich Berghaus schreibt aber bereits 1855 vom „früheren Amt Neu Zauche“.
Nach der Internetseite des Amtes Lieberose/Oberspreewald soll das Dorf ursprünglich östlich des „nahegelegenen“ Fließes von dichtem Wald, Sumpf und Moor umgeben gelegen haben. Im Dreißigjährigen Krieg soll der Ort an dieser Stelle völlig zerstört worden sein und soll danach an der heutigen Stelle neu entstanden sein. Für die Verlagerung der Dorfstelle nach dem Dreißigjährigen Krieg gibt es keine Belege. Der Dorfkern ist Bodendenkmal, Schutzgrund ist der Dorfkern des Mittelalters und der Neuzeit. 1708 lebten ein Bauer, neun Kossäten und ein Büdner in Caminchen. 1718 waren es acht Kossäten, die Schatzung für das Dorf betrug 750 Gulden. 1723 wird die Einwohnerschaft mit drei Bauern und neun Kossäten angegeben.
Im Siebenjährigen Krieg schlug Friedrich der Große am 31. August 1759 sein Lager bei Caminchen (rechter Flügel) und Waldow (linker Flügel und Hauptquartier) auf. Der österreichische General Hadick hatte am 30. August 1759 sein Lager bei Lamsfeld. Es kam aber zu keinen nennenswerten Gefechten.
Auf der Schmettauschen Karte von 1767/87 sind zwei Teeröfen in der Nähe von Caminchen verzeichnet. Ein Teerofen lag westlich des Ortskerns. Beim nordöstlich des Ortes eingezeichneten Teerofen ist unklar, ob er überhaupt auf der Gemarkung von Caminchen lag, da keine Gemarkungsgrenzen eingezeichnet sind. Dieser Teerofen wird bereits um 1800 nicht (mehr) genannt. Auch bei den in Frage kommenden Nachbarorten sind keine Teeröfen bekannt. Ein Irrtum der Schmettauschen Karte? 1791 lebten drei Bauern, neun Kossäten und ein Häusler im Ort. Es gab ein Forsthaus, „worinnen der reutende Förster wohnt“ (Heidereiter = Oberförster). Der Pechofen war in Erbpacht gegeben. 1795 sind vier freie Häusler erwähnt (Neusiedler?). 1809 lebten in Caminchen vier „Ganzbauern“ (= Vollbauern), neun „Ganzkossäten“ und 15 Häusler oder Büdner. Der Teerofen (nun auch Pechofen genannt) westlich des Ortes hatte 1818 immerhin vier Wohngebäude und 21 Einwohner. Im Dorf selber zählte man 25 Wohngebäude und 165 Einwohner. Der Ort hatte bereits eine Schule. 1832 wurde der Lassbesitz der Bauern in erbliches Eigentum umgewandelt. 1840 lebten in 35 Wohngebäuden 246 Menschen. Auf dem Urmesstischblatt 4050 Straupitz von 1846 ist östlich des Ortes eine Windmühle verzeichnet. Sie lag etwa an der Stelle Caminchener Dorfstraße 36. Im Jahre 1850 sprachen von den 263 Einwohnern noch ganze elf Personen Sorbisch. Bei den großen Überschwemmungen im Sommer des Jahres 1854 wurden 200 Morgen Wiesen in den umliegenden Niederungen überschwemmt. Der Schaden in Caminchen wurde mit 500 Talern beziffert. 1861 gab es eine Schule bzw. Schulgebäude in Caminchen und ein Forsthaus. Das Forsthaus lag etwa im Bereich Caminchener Dorfstraße 1. 1864 wurde neben Forsthaus und Windmühle ein „Etablissement“ genannt. Die Caminchener Pechhütte wird auch als „früheres Theerofen-Etablissement“ bezeichnet. Dort gab es inzwischen nur noch ein Wohngebäude in dem 12 Bewohner lebten. Pechhütte ist heute ein Wohnplatz im Ortsteil Caminchen. Der Ort hatte 1864 mit Pechhütte 34 Wohngebäude und 306 Einwohner. 1867 gab es unter den über 300 Einwohnern niemand mehr, der Sorbisch sprechen konnte.
1870 wurden die den Grundbesitzern in Caminchen und anderen Dörfern des Amtes Neu Zauche zustehenden Brennholzrenten im Börnichener Forst und der Sacrow-Caminchener Heide abgelöst 1870 ist eine Schenke belegt, Besitzer war der Schankwirt Lowa.
| Bevölkerungsentwicklung von 1818 bis 2002 | Bevölkerungsentwicklung von 1818 bis 2002 | Bevölkerungsentwicklung von 1818 bis 2002 | Bevölkerungsentwicklung von 1818 bis 2002 | Bevölkerungsentwicklung von 1818 bis 2002 | Bevölkerungsentwicklung von 1818 bis 2002 | Bevölkerungsentwicklung von 1818 bis 2002 | Bevölkerungsentwicklung von 1818 bis 2002 | Bevölkerungsentwicklung von 1818 bis 2002 | Bevölkerungsentwicklung von 1818 bis 2002 | Bevölkerungsentwicklung von 1818 bis 2002 | Bevölkerungsentwicklung von 1818 bis 2002 | Bevölkerungsentwicklung von 1818 bis 2002 | Bevölkerungsentwicklung von 1818 bis 2002 | Bevölkerungsentwicklung von 1818 bis 2002 | Bevölkerungsentwicklung von 1818 bis 2002 |
| ----------------------------------------- | ----------------------------------------- | ----------------------------------------- | ----------------------------------------- | ----------------------------------------- | ----------------------------------------- | ----------------------------------------- | ----------------------------------------- | ----------------------------------------- | ----------------------------------------- | ----------------------------------------- | ----------------------------------------- | ----------------------------------------- | ----------------------------------------- | ----------------------------------------- | ----------------------------------------- |
| Jahr                                      | 1818                                      | 1846                                      | 1860                                      | 1875                                      | 1890                                      | 1910                                      | 1925                                      | 1939                                      | 1946                                      | 1950                                      | 1964                                      | 1971                                      | 1981                                      | 1991                                      | 2002                                      |
| Einwohner                                 | 177                                       | 258                                       | 306                                       | 297                                       | 297                                       | 307                                       | 308                                       | 279                                       | 437                                       | 366                                       | 270                                       | 258                                       | 227                                       | 209                                       | 220                                       |

Nach dem Zweiten Weltkrieg wurde in Caminchen eine Neubauernstelle geschaffen. 1957 wurde in Caminchen die Landwirtschaftliche Produktionsgenossenschaft Typ I „Freie Scholle“ gegründet.

## Politische Geschichte
Caminchen gehörte zum niederlausitzischen Krummspreeischen Kreis des Kurfürstentum, später Königreich Sachsen. Nach dem Übergang der Niederlausitz an Preußen wurde der Kreis nun Kreis Lübben genannt. Mit der Übergang des Gerichts vom Amt an das Kreisgericht Lübben 1849 wurde Caminchen eigenständige Landgemeinde innerhalb des Kreises Lübben. Es blieb auch während der Kreisreformen von 1950 und 1952 im Kreis Lübben, der 1990 noch in Landkreis Lübben umbenannt wurde. 1992 bildete Caminchen zusammen mit neun anderen Gemeinden des Landkreises Lübben das Amt Straupitz. 1993 wurde der Kreis Lübben aufgelöst und mit den Kreisen Königs Wusterhausen und Luckau zum Landkreis Dahme-Spreewald fusioniert. Mit Wirkung zum 20. Dezember 1994 wurde das Amt Straupitz in Amt Oberspreewald umbenannt. In der Gemeindereform im Land Brandenburg wurden zum 26. Oktober 2003 die Gemeinden Briesensee und Caminchen in die Gemeinde Neu Zauche eingegliedert. Seither ist Caminchen ein Ortsteil der Gemeinde Neu Zauche. Das Amt Oberspreewald wurde 2003 mit dem Amt Lieberose zum Amt Lieberose/Oberspreewald zusammen gelegt.
Caminchen hat einen Ortsbeirat bestehend aus drei Mitgliedern. Ortsvorsteher in Caminchen ist derzeit (2014) Herr Eginhard Dehlan.

### Kirchliche Geschichte
Caminchen hat keine Kirche und war soweit bekannt immer nach Neu Zauche eingepfarrt. Es gehört auch heute zur Evangelischen Kirchengemeinde Neu Zauche.

## Denkmale und Sehenswürdigkeiten
Die Denkmalliste des Landes Brandenburg für den Landkreis Dahme-Spreewald verzeichnet lediglich ein Bodendenkmal
- Nr.10044 Caminchen Flur 1,2: Dorfkern Neuzeit, Dorfkern deutsches Mittelalter

## Wirtschaft, Tourismus und Freizeit
Die Wirtschaft des kleinen Ortes ist durch kleine handwerkliche Betriebe und den Tourismus geprägt. Es gibt ein Sägewerk und einen Holzbaubetrieb (Schreinerei), eine Firma für Vertrieb und Abfüllung chemischer Produkte sowie zwei Sanitär- und Heizungsbaubetriebe. Der Tourismus spielt in der Region durch die Nähe zu Spreewald und Schwielochsee eine immer größere Rolle. Im Ort werden mehrere Ferienwohnungen angeboten, darunter auch Ferien auf dem Bauernhof. Caminchen ist an das regionale Wegenetz für Wanderer und Radler angebunden.